# Доброешти (Илфов)
Доброешти (рум. Dobroeşti) насеље је у Румунији у округу Илфов. Oпштина се налази на надморској висини од 72 m.

## Становништво
Према подацима из 2002. године у насељу је живело 3944 становника.

### Попис2002.
| Расподела становништва по националности 2002.‍ | Расподела становништва по националности 2002.‍ | Расподела становништва по националности 2002.‍ | Расподела становништва по националности 2002.‍ | Расподела становништва по националности 2002.‍ |
| --------------------------------------------- | --------------------------------------------- | --------------------------------------------- | --------------------------------------------- | --------------------------------------------- |
|                                               |                                               |                                               |                                               |                                               |
| Румуни                                        | Румуни                                        |                                               | 3.884                                         | 98,6%                                         |
| Роми                                          | Роми                                          |                                               | 52                                            | 1,3%                                          |
| неизјашњени                                   | неизјашњени                                   |                                               | 5                                             | 0,1%                                          |